# Наголоватка грязная
Наголова́тка гря́зная (лат. Jurinea sordida) — вид двудольных растений рода Наголоватка (Jurinea) семейства Астровые (Asteraceae). Таксономическое название опубликовано российско-шведским биологом Христианом Христиановием Стевеном в 1856 году.
Как правило (но не всегда), считается синонимом Jurinea roegneri K.Koch.

## Распространение, описание
Эндемик Крыма.
Многолетнее травянистое растение. Побеги прямостоячие, опушённые. Листья простые, ланцетной, обратнояйцевидной, эллиптической либо удлинённой формы, с перистым или рассечённым членением; оттенок листьев сизый. Соцветие — корзинка. Цветки пяти- и семилепестковые, размером от 1 до 5 см, фиолетового цвета. Плод — семянка, белого или бурого цвета, с придатками.

## Экология
Светолюбивое растение. Произрастает на каменистых участках, на горных лугах, в степях. По отношению к влаге — ксерофит или мезофит, по питанию — мезотроф, по отношению к субстрату — кальцефил.

## Охранный статус
Включается в Красную книгу Севастополя.